# Schiller als Arzt
Schiller als Arzt: ein Beitrag zur Geschichte der psychosomatischen Forschung ist eine medizingeschichtliche Schrift aus dem Jahr 1955 von Hans Martin Sutermeister. Sie untersucht, wie Friedrich Schiller die Entwicklung der Psychosomatik beeinflusst hat. Die Schrift markiert Sutermeisters dritten und letzten Habilitationsversuch an der Universität Bern.

## Form
1953 verfasste Sutermeister einen Entwurf zu Schiller als Arzt. Die komplette Schrift erschien 1955 im Paul Haupt Verlag als Nr. 13 der Berner Beiträge zur Geschichte der Medizin und der Naturwissenschaften. Ihr Druck wurde von der Stiftung Dr. Joachim de Giacomi der Schweizerischen Naturforschenden Gesellschaft subventioniert. Sie ist dem Schweizer Psychiater Jakob Klaesi zum 70. Geburtstag gewidmet.
Das Buch ist wie folgt gegliedert:
Vorwort

I: Einleitung

II: Schillers medizinischer Werdegang

III: Erste Dissertation: «Philosophie der Physiologie»

IV: Zweite Dissertation: «Über den Unterschied zwischen entzündlichen und fauligen Fiebern»

V: Dritte Dissertation: «Über den Zusammenhang der tierischen Natur des Menschen mit seiner geistigen»

VI: Krankenrapporte: Der Fall Grammont

VII: Schiller als Regimentsarzt

VIII: Schillers Krankheit und Tod

IX: Schillers Beitrag zur psychosomatischen Forschung

## Inhalt
Gemäß Robert Bossard gibt Sutermeister in Schiller als Arzt „einen nüchternen, ziemlich vollständigen Überblick von Schillers Verhältnis zur Medizin, die er in Stuttgart an der von Herzog Karl Eugen errichteten Schule studierte. Der Analyse seiner Arbeiten folgt eine Schilderung der tragikomischen Tätigkeit als Regimentsarzt und eine Darstellung von Schillers langwieriger Krankheit, der er schliesslich erliegen sollte.“ Schiller starb an Tuberkulose, einer Krankheit, mit der sich Sutermeister schon in seiner Dissertation beschäftigt hatte.
Sutermeister sieht in Schiller einen frühen Theoretiker der Psychosomatik. Für Schiller besteht ein Organ allgemein „aus seinem «Bau» (dem anatomischen Substrat) und der «Mittelkraft» (dem Inbegriff der physiologischen Funktion)“. Diese «Mittelkraft» beschreibt gemäß Sutermeister „im Grunde nichts anderes als das, was wir heute «vegetatives System» nennen würden“. Für diese „gewagte These“ wurde Sutermeister kritisiert.
Henry E. Sigerist nannte Schiller als Arzt in einem Brief an Erich Hintzsche „eine sehr hübsche Arbeit … die auch für Literarhistoriker interessant ist.“
Der Begutachter Jakob Klaesi empfahl dem Dekan der Fakultät Bernhard Walthard, Sutermeister zur Habilitation zuzulassen, damit die Regierung Sutermeister einen Lehrauftrag für „Geschichte der Medizin“ und für „Psychosomatik“ erteilen könne. Hintzsche, der mitentschied, lehnte seine Habilitation ab; Gründe dafür werden in Klaesis Gutachten angedeutet: hauptsächlich eigenwillige Theoriefindung und methodologische Mängel.